# C6H9NO6
化学式C6H9NO6（摩尔质量：191.14 g/mol）可能指：
- γ-羧基谷氨酸，CAS号：53445-96-8
- 5-单硝酸异山梨醇酯，CAS号：16051-77-7
- 氨三乙酸，CAS号：139-13-9

|  | 这个同类索引页列出了具有相同分子式的化学物（即同分異構體）条目。 除非您是有意链接至本页，否则应将相应条目的内部链接指向正确的条目。 |